# Белявкі (Лодзинське воєводство)
Белявкі (пол. Bielawki) — село в Польщі, у гміні Кутно Кутновського повіту Лодзинського воєводства.
Населення — 306 осіб (2011).
У 1975-1998 роках село належало до Плоцького воєводства.

## Демографія
Демографічна структура станом на 31 березня 2011 року:
|          | Загалом | Допрацездатний вік | Працездатний вік | Постпрацездатний вік |
| -------- | ------- | ------------------ | ---------------- | -------------------- |
| Чоловіки | 150     | 34                 | 105              | 11                   |
| Жінки    | 156     | 32                 | 89               | 35                   |
| Разом    | 306     | 66                 | 194              | 46                   |